# Castello Tesino
Castello Tesino é uma comuna italiana da região do Trentino-Alto Ádige, província de Trento, com cerca de 1.443 habitantes. Estende-se por uma área de 112 km², tendo uma densidade populacional de 13 hab/km². Faz divisa com Canal San Bovo, Pieve Tesino, Scurelle, Cinte Tesino, Lamon (BL), Grigno e Arsiè (BL).